# 松门镇
松门镇位于温岭市东南部，濒临东海，为浙江省省域中心镇之一，历史上设有松门卫。全镇面积89.6平方公里，人口10.06万人。辖69个村居。

## 历史沿革
松门镇位于温岭市政府驻地以东23公里。以松门山得名。松门山，“在里港之外，两山相对如门，舟行其间，山上皆长古松。”故名松门。镇以政府驻地松门自然镇得名。明清时，属第五都，置“松门卫”。民国时先后隶松箬区、第三区、松门区。民国二十年（1931年）分设松门、松东、松南三镇。民国二十四年（1935年）合并为松门镇。中华人民共和国成立后沿称原名。1958年改制为松门营。1959年恢复松门镇至今。2001年行政区域调整时，淋川镇、龙门乡并入。镇政府驻为民路1号。

## 行政区划
辖8个居：中城、南城、西城、北城、新街、茶山、远景、淋铃
61个行政村：松西  松建  朝阳  松南  河头  东升  幸福  松东  东城  松北  松寨  松椒  四甲  五甲  六甲  八甲  南坑  乌坑  北港  铜门  横门  洞下  沙镬  淋头  星光  白岩  乌岩  新华  北沙  度爿  新田  红光  苍山  南洋  木耳  新建  长川  竿篷  竿北  胜南  胜北  乃崦  胜盐  水浦  新坦  新丰  荣华  石板殿  塘礁  北咸田  南咸田  大坑沙  山里皇  小交陈  大交陈  南塘一  南塘二  南塘三  南塘四  南塘五

## 现任领导
- 党委书记 陈刚
- 镇长 金瑞华